# Gafoy
Gafoy (llamada oficialmente Santa Mariña de Gafoi) es una parroquia del municipio de Frades, en la provincia de La Coruña, Galicia, España.

## Entidades de población
Entidades de población que forman parte de la parroquia:
- A Carballeira
- A Igrexa
- Currás (Os Currás)
- Lapelas (As Lapelas)
- O Alto
- O Vilar
- Ponte Carreira
- Raselo (O Raselo)
- Sibío

## Demografía
| Gráfica de evolución demográfica de Gafoy entre 2000 y 2018 |
|                                                             |
| Población de derecho según el padrón municipal del INE      |